# Nils Åke Malmström
Nils Åke Malmström, född 26 mars 1907 i Röstånga, död 18 april 1994 i Stockholm, var en svensk förlagsredaktör, journalist och  författare.

## Biografi
Malmström avlade studentexamen i Malmö 1925, och blev filosofie kandidat i Lund 1927.
Han arbetade som redaktör och översättare på Natur o Kultur 1935 till 1940, var sedan anställd av nyhetsbyrån AP till 1944, och vid TT:s utrikesbyrå till 1949 och blev chef för TT riksdagsredaktion 1951 och riksdagsreferent och politisk reporter på Stockholmstidningen från 1957. Svensk redaktör för interparlamentariska tidskriften Nordisk kontakt sedan 1958. Han signerade sina artiklar med Akates. Han var ordförande i föreningen riksdagsjournalisterna 1954 till 1960.
Malmström debuterade som författare med romanen Ung man i Stockholm 1945. Romanen skildrar tidsandan och ungdomens strävan i storstaden. Romanen Uppbrott från Chicago publicerades 1955, och behandlade fortsatt ämnen om personlig identitet och samhällets förändring. Romanernas behandling av plats och tid gör att hans verk är intressanta för  läsare från olika generationer.

## Privatliv
Malmström föddes i Röstånga som son till läroverksadjunkten Edvin Malmström och Ida Föjer. Han gifte sig 1939 med Ingeborg Thiman född 1904.

## Priser och utmärkelser
- Svenska Dagbladets litteraturpris 1945